# Tömörkény
Tömörkény é um município da Hungria, situado no condado de Csongrád-Csanád. Tem 53,91 km² de área e sua população em 2019 foi estimada em 1.706 habitantes.